# Christoph Gantenbein

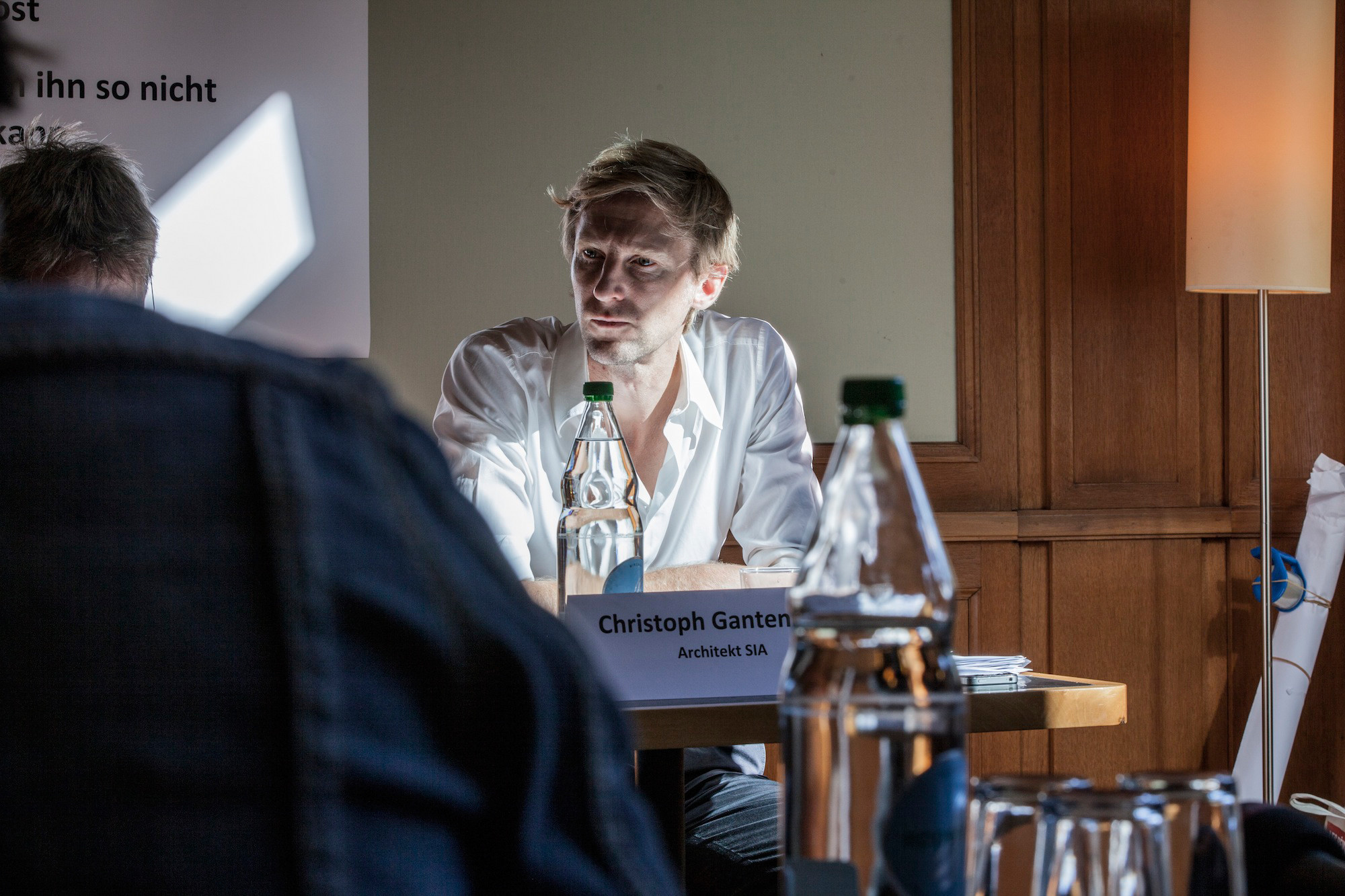
Christoph Gantenbein an einer Veranstaltung

Christoph Gantenbein (* 1971 in St. Gallen) ist ein Schweizer Architekt und Gründungspartner des Architekturbüros Christ & Gantenbein. Seit 2018 lehrt er als ordentlicher Professor für Architektur und Entwurf an der Eidgenössischen Technischen Hochschule Zürich.

## Leben und Werk
Gantenbein studierte Architektur an der Eidgenössischen Technischen Hochschule Zürich, wo er 1998 sein Diplom bei Hans Kollhoff erlangte. Zwischen 2000 und 2002 arbeitete er als Entwurfsassistent bei Alexander Fickert, ebenfalls an der ETH in Zürich, und erfüllte danach bis 2003 einen Lehrauftrag an der Hochschule für Gestaltung und Kunst in Basel. Ab 2004 bis 2009 setzte er seine Karriere als Gastprofessor an der Accademia di Architettura Mendrisio im Kanton Tessin (2004, 2006, 2009) und an der Oslo School of Architecture (2008) fort. Von 2010 bis 2015 war er in Zürich Assistenzprofessor und ab 2015 Design Critic in Architecture an der Harvard Graduate School of Design in den USA (2015–2017, 2021, 2022). Seit 2018 ist er Ordinarius im Departement Architektur und Entwurf, erneut an der Zürcher ETH.
Gantenbein führt zusammen mit Emanuel Christ das Architekturbüro Christ & Gantenbein in Basel. Er ist an vielen Ausstellungen beteiligt und war 2021 Co-Kurator des ersten usbekischen Nationalpavillons an der Architekturbiennale von Venedig. Er hat mehrere Bücher mitgeschrieben und herausgegeben, wie etwa die Typologie-Reihe.
Er ist Mitglied des Schweizerischen Ingenieur- und Architektenvereins (SIA), seit 2008 Vorstandsmitglied im SIA Basel, und ist Mitglied des Bundes der Schweizer Architektinnen und Architekten (FSA/BSA). Seit 2020 ist er Vertreter der ETH Zürich im Architekturrat der Schweiz.

## Werke (Auswahl)

### Schweiz
- Kunstmuseum Basel: Sanierung und Neubau[11]
- Landesmuseum Zürich: Sanierung und Neubau[11]
- Universitätsspital Zürich[11]

### International
- UK House, London (Vereinigtes Königreich)[11]
- Paris Internationale, Paris (Frankreich)[11]
- Willy-Brandt-Strasse, Hamburg (Deutschland)[11]

## Vorträge (Auswahl)
- 2022: Colligite fragmenta, ne permeant. Deutsche Akademie Rom Villa Massimo, 25. Februar 2022.[12]
- 2021: Mahalla: The perfect Sprawl. Hochschule Düsseldorf und Peter Behrens School of Arts, Civic Design Conference, 19. November 2021.[13]
- 2021: Kenzo Tange Lecture: Christ & Gantenbein and OFFICE Kersten Geers David Van Severen. Harvard University Graduate School of Design, 20. Oktober 2021.[14]
- 2019: Pictures from Italy. Schweizer Baumuster-Centrale Zürich, 1. Februar 2019.[15]
- 2016: Sustainability of Form. Porto Academy, 23. Juli 2016.[16]

## Publikationen (Auswahl)
- mit Emanuel Christ: Zwei Dekaden. In: Zeitschrift für Schweizerische Archäologie und Kunstgeschichte. Heft 2+3, 2021, S. 107–114.
- mit Emanuel Christ, Victoria Easton: Mahalla – The Survey. Humboldt Books, Mailand 2021, ISBN 979-12-80336-03-3.
- mit Emanuel Christ: Ein Haus für die Kunst. In: Kunstmuseum Basel, Neubau. Hatje Cantz Verlag, Berlin 2016, ISBN 978-3-7757-4090-6.
- mit Victoria Easton, Emanuel Christ, Cloé Gattigo: Typology. Paris, Delhi, São Paulo, Athens. Park Books, Zürich 2015, ISBN 978-3-906027-63-0.
- Architektur für die Kunst. In Architektur im Würgegriff der Kunst. gta Verlag, Zürich, 2013, ISBN 978-3-85676-318-3.
- Markus Breitschmid, Victoria Easton: Around the Corner. The Architecture of Christ & Gantenbein. Hatje Cantz Verlag, Ostfildern 2012, ISBN 978-3-7757-3381-6.
- mit Victoria Easton, Emanuel Christ: Typology. Hong Kong, Rome, New York, Buenos Aires. Park Books, Zürich 2012, ISBN 978-3-906027-01-2.
- mit Emanuel Christ: Review N° I Pictures from Italy. Park Books, Zürich 2011, ISBN 978-3-906027-00-5.
- mit Emanuel Christ: Hong Kong Typology. gta Verlag, Zürich 2010, ISBN 978-3-85676-287-2.